# Бьет де Кассинель
Бьетт де Кассинель (фр. Biette de Casinel; ок. 1320—1394, известная как «прекрасная итальянка») — была предполагаемой любовницей короля Франции Карла V Французского в 1360—1363 годах.

## Биография
Бьетт была дочерью Франсуа Кассинеля, сержанта Иоанна II Доброго, и Аликс Дешам.
Бьетт вышла замуж за Жерара де Монтегю в 1336 году. Сын Бьетт, Жан де Монтегю, стал Великим магистром Франции. Некоторые считают, что Жан был сыном Бьетт от Карла V, однако прямых доказательств этому нет.
Бьетт де Кассинель овдовела и умерла в 1380 или 1394 году. Ее могилу можно увидеть в церкви Сент-Круа Бретоннери в Париже.